# Abstraction-Création
Abstraction-Création was een, op initiatief van de Belg Georges Vantongerloo, op 12 februari 1931 in Parijs opgerichte internationale groep kunstenaars, die van groot belang is geweest voor de ontwikkeling van de moderne kunst. Andere oprichters waren Auguste Herbin (voorzitter), Theo van Doesburg (vicevoorzitter), Jean Hélion (penningmeester), Hans Arp, Léon Arthur Tutundjian, Albert Gleizes, František Kupka, Georges Valmier (commissieleden), Antoine Pevsner en Naum Gabo. De groep maakte een snelle groei door en telde snel al 400 leden. Veel leden van Abstraction-Création waren afkomstig van de groep Cercle et Carré en Art Concret.
Het doel van de groep was een podium te creëren voor de abstracte kunst. Daartoe behoorden groepstentoonstellingen, lezingen, discussiebijeenkomsten en gezamenlijk uitgaven en publicaties. Zo kon de groep het geestelijke en organisatorische middelpunt worden voor de aanhangers van zulke kunststromingen als de concrete kunst, het constructivisme en de geometrische abstractie.
Van 1932 tot 1937 gaf de groep een almanak uit: Abstraction-Création, Art non-figuratif.
De groep Abstraction-Création, die wezenlijk heeft bijgedragen aan de acceptatie van de abstracte kunst, hield in 1937 op te bestaan.
De meeste, meer bekende kunstenaars van Abstraction-Création waren later, vaak ook meermaals, op de documenta in Kassel aanwezig, met name tussen 1955 en 1964 (documenta I, II en III), toen het zwaartepunt der tentoonstellingen bij de abstracte kunst lag.

## Ledenlijst
Leden van de groep Abstraction-Création waren onder meer (in chronologische volgorde naar jaar van geboorte):
| - Wassily Kandinsky* (1866-1944), Russische schilder - Piet Mondriaan* (1872-1944), Nederlandse schilder en kunsttheoreticus - Albert Gleizes (1881-1953)), Franse schilder en theoreticus - Auguste Herbin (1882-1960), Franse schilder - Theo van Doesburg (1883-1931), Nederlandse schilder, architect en kunsttheoreticus - Robert Delaunay (1885-1941), Franse schilder - Alexandra Povòrina (1885-1963), Russisch-Duitse schilder - Antoine Pevsner* (1886-1962), Russische schilder en beeldhouwer - Georges Vantongerloo* (1886-1965), Belgische schilder, beeldhouwer en architect - Hans Arp* (1886-1966), Duits-Franse schilder en beeldhouwer - Willi Baumeister* (1889-1955), Duitse schilder en decorontwerper | - El Lissitzky (1890-1941), Russische schilder, fotograaf en architect - Carl Buchheister (1890-1964), Duitse schilder - Naum Gabo (1890-1977), Russische beeldhouwer, schilder en architect - Marlow Moss (1890-1958), Engelse schilderes en beeldhouwster - Alexander Calder (1898-1976), Amerikaanse beeldhouwer - Friedrich Vordemberge-Gildewart (1899-1962), Duitse schilder, beeldhouwer en schrijver - Lucio Fontana (1899-1968), Italiaanse schilder en beeldhouwer - Arshile Gorky (1904(?)-1948), Amerikaanse schilder - Jean Hélion (1904-1987), Franse schilder - Max Bill (1908-1994), Zwitserse architect, beeldhouwer en designer - Théo Kerg (1909-1993), Luxemburgs schilder |

N.B.: Kunstenaars met een asterisk (*) waren leden van de groep Cercle et Carré.